# Fransbjörk
Fransbjörk (Betula pendula 'Crispa') är en sort av växtarten vårtbjörk (Betula pendula).
Fransbjörkens blad är flikiga, men mindre flikiga än både ornäsbjörkens (Betula pendula 'Dalecarlica') och flikbladig björks (Betula pendula 'Laciniata'). Bladen är något större än normalt på vårtbjörk, och barken är skrovlig. Fransbjörk är den av våra flikiga björkar som minst påminner om ornäsbjörken.[källa behövs]